# Bø kommun, Telemark
Bø kommun (norska: Bø kommune) var en kommun i Telemark fylke i södra Norge. Kommunens centralort var tätorten Bø.
Den 1 januari 2020 slogs Bø kommun ihop med Sauherads kommun och bildade Midt-Telemarks kommun.

## Administrativ historik
Bø kommun grundades på 1830-talet, samtidigt med flertalet andra norska kommuner.
1866 överfördes ett obebott område till Nome kommun. 1867 delades Bø kommun och Lunde kommun bildades. 1883 överfördes ett område med 42 invånare från Heddals kommun. Samma år överfördes också ett område med 235 invånare från Seljords kommun. 1914 överfördes ett område med 27 invånare från Sauherads kommun.
I samband med kommun- och regionreformen 2020 slogs Bø och Sauherads kommuner ihop och bildade Midt-Telemarks kommun i det då nybildade men numera upplösta Vestfold og Telemark fylke.